# Välsigna alla barn, käre Gud
Välsigna alla barn, käre Gud är en svensk psalm med text och musik från 1973 av Göte Strandsjö.

## Publikation
- Segertoner 1988 som nr 636 under rubriken "Tillsammans i världen - Tillsammans med barnen".[1]

### Fotnoter
1. 1 2  Heinerborg, Karl-Erik; Lennart Jernestrand (1988). Segertoner melodisångbok. Stockholm: Förlaget Filadelfia. Libris 911558